# Antônio Soares Ferreira
Antônio Soares Ferreira, o moço, foi um bandeirante paulista natural de Guarulhos, descobridor do ouro na região do Serro, Minas Gerais.
Silva Leme descreve sua família no volume V página 7 de sua «Genealogia Paulistana». 
Filho de outro com o mesmo nome, sargento-mor na leva de Estêvão Ribeiro Baião Parente por patente de 20 de julho de 1671, e de Domingas Antunes.
Saiu em 1700 com sua bandeira do Caeté rumo ao norte, embrenhando-se na região chamada Ivituruí ou Serro do Frio (que abrangia o São Francisco, Minas Novas e Conceição do Mato Dentro atuais) levando o filho, João Soares Pais, Gaspar Soares Ferreira, Manuel Correia de Arzão, Gabriel Ponce de Leão, Manuel Correia de Paiva, Sebastião Leme do Prado e Domingos Leme do Prado, Lucas de Freitas de Azevedo, Lourenço Carlos Mascarenhas de Araújo, Baltazar de Lemos de Morais Navarro e diversos outros. Gabriel Soares descobriu ouro no morro que tomou seu nome, hoje chamado Morro do Pilar. Avançando para o norte,  foram ter às aluviões que deram origem ao Serro e à cidade de Diamantina atuais, na velha região da Itacambira ou Tucambira, trilhada por Fernão Dias 30 anos antes.
Outro autor diz: «Da zona do Caeté haviam partido aventureiros pelo rumo da serra do Espinhaço, direção segura, ao longo da qual queriam achar ouro, em pouco, acharam a trilha de anos antigos da bandeira de Fernão Dias Pais, na sua volta para o Sumidouro; e, seguindo-a,  foram ter à zona de Ivituruí, ou montanhas frias, varrida de ventos sempre frescos, incômodos aos que vinham da zona mais quente vale do rio das Velhas.  Esta foi a primeira bandeira, a de Antônio Soares Ferreira, seu filho João Soares Pais,  João Fernandes Mascarenhas, Lourenço Carlos Mascarenhas de Araújo e do futuro coronel Manuel Correia de Arzão, sobrinho do grande Arzão - o primeiro que revelara as minas do rio Casca.  Encontraram as minas do sítio que no futuro se chamaria Morro do Pilar ou morro de Gaspar Soares, depósitos importantes de aluviões auríferos que deram origem a Conceição do Serro e ao arraial do Tijuco. Logo chegaria gente, muita gente de Ouro Preto, do Carmo, Sabará, Caeté, da Bahia pelo vale do rio São Francisco, de Pernambuco. Dessa região de Tocambira desceram todos para a região do Serro Frio em 1702.
Em 13 de fevereiro de 1701, o governador Artur de Sá e Menezes criou um distrito nas minas chamadas de Tocambira, nessa região do Ivituruí depois Serro, e o nomeou guarda-mor. Baltazar de Lemos de Morais seria o procurador da Fazenda Real, Lourenço Carlos Mascarenhas de Araújo o escrivão das datas. Na bandeira de Antônio, viera o sertanista paulista Manuel Correia de Paiva. Instalou assim seu arraial na área, em 1702, do qual foi guarda-mor até 1707 e capitão-mor em 1705. 
Em 1718, recebeu ordens para encerrar a sua mineração no Serro.  Resistindo ao Conde de Assumar, D. Pedro de Almeida Portugal, acabou morto por seus perseguidores.
Antônio Soares Ferreira, seu pai, era filho de Luís Soares e de Isabel Cubas, filha de Gaspar Cubas. 
Foi sargento-mor da conquista de índios na leva de Estêvão Ribeiro Baião Parente à Bahia, com patente de 20 de julho de 1671.  Combateu e aniquilou aldeias dos índios ''maracás'' e em 1673 voltou a São Paulo por missão do Governador Geral. Segundo escreveu Taques, tinha este posto com 600$000 de soldo, e foi conquistador dos índios Tupinambás no sertão da Bahia; recebeu honrosas cartas de el-rei D. Pedro II com promessa de dois hábitos de Cristo. Em 1677, retornou definitivamente a São Paulo,  tendo recebido honrosas menções do governador Afonso Furtado.  
Silva Leme descreve sua família no volume VI pg 223 de sua «Genealogia Paulistana».Casou com Domingas Antunes, morta em São Paulo em 1665.  Tiveram seis filhos, naturais de Conceição dos Guarulhos:
1. Capitão Antônio Soares Ferreira, que foi casado com Maria de Freitas, falecida em 1702 em Itu, filha de Henrique da Cunha Gago e de Ana de Almeida
2. Maria Soares Ferreira, morta em 1726 em Itu, casada com Miguel de Almeida Prado, filho de Henrique da Cunha Gago (o neto) e de Ana de Almeida Prado, e depois casada em 1688 em Itu com Sebastião Gil de Godói
3. Ana Soares Ferreira, casada com o capitão Antônio Fernandes de Abreu, assassinado por um dos irmãos, João ou Lourenço Leme, em 1717 em Itu, filho de Manoel Fernandes de Abreu e Maria Bicudo de Mendonça
4. Isabel Cubas Ferreira, morta em 1747 em Itu aos 87 anos, casada em 1682 em Itu com Pascooal Delgado Lobo, filho do capitão João de Anhaia de Almeida e de Isabel Delgado. Com geração no V. 4.º pág. 406
5. Luís Soares Ferreira, casado com Catarina Dias Pais, filha de Fernão Dias Pais e de Maria Garcia Betim
6. Miguel Soares FerreiraReferências

1. ↑  Venâncio, Renato Pinto (1997). «Os Últimos Carijós: Escravidão Indígena em Minas Gerais: 1711-1725». Revista Brasileira de História. 17 (34): 165–181. ISSN 0102-0188. doi:10.1590/S0102-01881997000200009